# 宮下真依
宮下 真依（みやした まい ）は、日本のグラビアアイドル。三重県名賀郡青山町（現・伊賀市）出身。ブログタイトルにエロカワリストと題字していた。

## 経歴
高校では器械体操部を創設したメンバーの1人である。リボンが得意で、後にリリースするDVDでも特技を披露している。
女優になるべく上京してオーディションに参加。胸の大きさが審査員の目に留まりグラビアアイドルとして本名の宮下真依名義でデビューする事が決まる。
2006年に事務所HPから名前が消え、彩音まいに改名。そこから着エロ路線としてAV未満シリーズへの出演を開始。
ドラマ"エリートヤンキー三郎"の第6話で、主人公の三郎が入院した際に兄が呼び寄せたデリヘル嬢役として女優デビューを果たした。
AVデビューが期待されていたが突如そこから約4年間行方不明となる。
2010年4月、"奇跡の再会"と銘打って復帰作を予約開始されるが諸事情により発売中止となった。
2010年10月、SODからAVデビューを果たす。
2011年引退。

## 写真集
- 真依ペース（ソフトフォーカス）
- デジグラ宮下真依
- デジグラムービー宮下真依
- Digital Bunny's 宮下真依
- Bunny's Movie 宮下真依

## イメージビデオ
- 2004年10月27日 舞姫（ファーストディストリビューション）
- 2005年 6月25日 おっぴろげ娘（ビーエムドットスリー）
- 2005年11月25日 日刊ゲンダイ Chat失礼します Vol.2（デジソニック）
- 2006年 1月27日 愛杯 ～あいかっぷ～（レーヴ）
- 2006年 6月16日 milky（イーネット・フロンティア）
- 2007年4月1日　AV無理(未満)
- 2007年5月1日　AV無理2(未満)
- 2007年6月1日　AV無理3(未満)
- 2007年7月1日　AV無理4(未満)
- 2010年10月21日　AV Debut(SOD)
- 2010年11月18日　引退〜淫乱な交尾〜

## ラジオ番組
- 「なばステ Weekly Jam（生放送)」（FMなばり毎週土曜日 土13：00-16:00） - 2006年10月28日終了
- 「Weekend Groove」（FMなばり毎週土曜日 土20:00-21:00） - 2006年10月29日終了